# 나라일구

방글라데시 나라일구

나라일구(벵골어: নড়াইল জেলা)는 방글라데시 남서부에 있는 지역이며, 쿨나주의 일부이다.

## 역사
나라일 마을은 봉건 영주(자민다르)의 이름을 따서 지어졌다. 자민다르족은 자민다르의 이름을 딴 루프곤지에 시장을 세웠다. 그들은 로통곤지 근처의 영국령 인도 시대에 지역에서 처음으로 우체국을 설립했는데, 이 우체국은 자민다르의 또 다른 가족의 이름을 따서 지어졌다. 그들은 나라일을 현대화했고, 문화, 스포츠, 교육을 장려했다.
넓은 운동장인 쿠리도베는 자민다르 가족의 선물이었다. 그들은 20세기 초부터 모든 선수들에게 메달을 수여하는 방패와 함께 축구 경기를 도입했다.
자민다르 중 한 명은 나라일에서 벗어나 하트바리아에 정착하여 또 다른 큰 장원(조미다르바아리)을 세웠다.

## 지리
나라일구의 면적은 990.23km²이다. 동쪽으로는 파리드푸르구와 고팔간지구, 서쪽으로는 조쇼르구와 접하며 남쪽으로는 마구라구, 북쪽으로는 쿨나구와 접한다.
연평균 기온은 11.2~37.1 °C이고 연평균 강수량은 1,467mm이다.

## 운송
나라일구는 이 지역의 도로 교통의 중심지이다. 서쪽으로는 고속도로 R750을 통해 조쇼르구와 연결된다. R720은 북쪽으로 50km를 달려서 마구라구까지 간다. 이 지역에서 Z7503 도로는 동쪽으로 로하가라강과 마두마티강에 있는 칼나 페리 선착장으로 이어진다. Z7502는 남쪽으로 나바강가강을 건너 바로파라 선착장에서 페리를 타고 칼리아까지 이어진다.

## 인구
| 연도     | 인구    | ±% p.a. |
| -------- | ------- | ------- |
| 1981     | 588,812 | —       |
| 1991     | 655,720 | +1.08%  |
| 2001     | 698,447 | +0.63%  |
| 2011     | 721,668 | +0.33%  |
| 2022     | 788,673 | +0.81%  |
| Sources: |         |         |

2011년 방글라데시 인구 조사에 따르면 나라일구의 인구는 721,668명이며, 이 중 353,527명은 남성이고 368,141명은 여성이다. 농촌 인구는 609,316명(84.43%), 도시 인구는 112,352명(15.57%)이었다. 나라일구의 문맹률은 남성의 경우 63.34%, 여성의 경우 59.31%로 7세 이상 인구의 경우 61.27%였다.
이슬람교도는 인구의 81.28%를 차지하는 반면 힌두교도는 인구의 18.65%를 차지한다. 두 공동체의 수가 같았던 분할 이후 힌두교도의 인구는 급격히 감소했다.

## 같이 보기
- 방글라데시의 구